# Cowichan—Malahat—Les Îles
Cowichan—Malahat—Les Îles est une ancienne circonscription électorale fédérale de la Colombie-Britannique, représentée de 1979 à 1988.
La circonscription de Cowichan—Malahat—Les Îles est créée en 1976 avec des parties de Nanaimo—Cowichan—Les Îles et Esquimalt—Saanich. Abolie en 1987, elle est redistribuée parmi Esquimalt—Juan de Fuca, Nanaimo—Cowichan et Saanich—Gulf Islands.

## Députés
1. 1979-1980 — Don L. Taylor, PC
2. 1980-1988 — Jim Manly, NPD

- NPD = Nouveau Parti démocratique
- PC = Parti progressiste-conservateur